# Echthromorpha marquisensis
Echthromorpha marquisensis är en stekelart som beskrevs av Cheesman 1928. Echthromorpha marquisensis ingår i släktet Echthromorpha och familjen brokparasitsteklar. Utöver nominatformen finns också underarten E. m. uapou.